# شکاف دانایی
نظریه شکاف دانایی (به انگلیسی: Knowledge Gap) یکی از نظریات حوزه ارتباطات و رسانه است. این نظریه اولین بار در سال۱۹۷۰ توسط «تیکنور»، «دونوهو» و «اولین» ابداع شد. فرضیه اصلی آنها این بود که: «به هنگام افزایش انتشار اطلاعات توسط رسانه‌های ارتباط جمعی در یک نظام اجتماعی بخش‌هایی از جمعیت که پایگاه اجتماعی-اقتصادی (SES) بالاتری دارند، تمایل دارند سریعتر اطلاعات را کسب کنند، نسبت به بخش‌هایی که پایگاه پایین‌تری دارند؛ بنابراین شکاف آگاهی بین این دو بخش به جای آنکه کاهش یابد، افزایش می‌یابد.»
در سال ۷۷ «اتما و کلین» اثرات سقفی را که از شکاف می‌کاهد یا از آن جلوگیری می‌کند طرح کردند و «دروین» در سال ۱۹۸۰ دو نوع سقف «فراگرد اشباع» و «دخالتگری ارتباط گر» را ذکر می‌کند.
در مجموع سه نوع الگوی علی برای تبیین شکاف آگاهی و رسانه‌های ارتباط جمعی طرح شده است:
الف) نظریات اولیه بر این فرض مبتنی بود، که تحصیلات همبستگی قوی با الگوی خاص استفاده از رسانه دارد، که به صورت رویکرد فعال، مشتاقانه، معطوف به اطلاعات و وابسته به چاپ است و انگیزش و ویژگی‌های فردی در حد متغیر رابط عمل می‌کند.
ب) سپس در خلال سالهای پایانی دهه ۷۰ توسط «اتما و کلین» و «دروین» تأثیر مختصات وضعیتی و انگیزش مطرح شد و تحقیقات تجربی نشان داد، که این عوامل فردی تأثیر اختلاف تحصیلات بر استفاده از رسانه را تعدیل و تا حدی جبران می‌کند. این گروه انگیزه را علت اصلی و مستقل از تحصیلات در نظر گرفتند.
ج) در نهایت در دهه ۹۰ الگویی ارائه شد، که الگوهای رقیب فوق را با هم در نظر گرفت. «ویسوانات» می‌گوید: «از دیدگاه ما موضوع انگیزش یا آموزش نیست، بلکه هر دوی آنها با هم عمل می‌کنند تا بر دانش اثر گذارند.»
در خصوص کاربرد این نظریه در حوزه اینترنت و رسانه‌های تعاملی مشابه «بونفادلی» نظریه را چنین بازسازی می‌کند: «افرادی که تحصیلات بالاتری دارند از اینترنت با اهداف معطوف به آگاهی و خدمات استفاده می‌کنند؛ حال آنکه افرادی که تحصیلات کمتری دارند، از آن به طور معناداری برای سرگرمی استفاده می‌کنند.»